# Міщиха Петро Іванович
Петро Іванович Міщиха (нар. 27 травня 1935 с.Сосниця Польща —28 квітня  2014 Івано-Франківськ Україна) — український історик, громадський діяч, активний захисник української мови в часи УРСР.

## Біографія
Петро Іванович Міщиха народився 27 травня 1935 року в селі Сосниця (нині Підкарпатське воєводство) Польща. 1947 року разом із сім'єю, був переселений в село Луковець-Журівський, Львівської області УРСР, внаслідок акції Операція «Вісла»
Закінчив школу в селі Вишневе (Львівської області). Після закінчення школи в 1953 році вступив на юридичний факультет КНУ ім.Шевченка, проте після першого року навчання, перевівся на історичних факультет, який закінчив в 1958 році.Його однокурсники відомі історики зокрема: Драчук Віктор Семенович, Халепо Анатолій Трохимович та одногрупник Слободян Микола Іванович.
Вступив на аспірантуру до ЛНУ ім.Франка, де захистив кандидатську дисертацію 4 квітня 1973 року, на тему: "Партійні організації в боротьбі за формування інтернаціональної свідомості трудящих". Науковий керівник кандидат історичних наук, доцент Сульженко Володимир Кузьмич провідний дослідник партійної історії.
Опонентами тоді виступили: доктор історичних наук, професор Бродський Роман Михайлович та тоді, ще кандидат історичних наук Михайлов В'ячеслав Олександрович.
27 квітня 1977 року йому присвоєно вчене звання доцента при кафедрі ІФНТУНГ.
Викладав історію в ІФНТУНГ на кафедрі гуманітарних дисциплін. У 1980-ті роки автор листів до керівників КПУ, зокрема Щербицького, з критикою стану української мови в республіці.
У 1985 році нагороджений медаллю Ветеран Праці.
21 лютого 2005 року нагороджений указом Президента України  "60 лет Победы в Великой Отечественной войне 1941-1945 гг."
Після виходу на пенсію працював викладачем історії в Коломийському інституті природніх ресурсів, де був завідувачем кафедри гуманітарних дисциплін. В 2013 році залишив викладацьку діяльність Автор підручників з історії України. Помер 28 квітня 2014 року в м. Івано-Франківськ. Похований на міському кладовищі Чукайлівка.

## Вибрані праці
- Навчальний посібник з історії України. Українське національне відродження (кінець XIX - початок XX ст.) / П. І. Міщиха; М-во освіти і науки України, Ін-т упр. природ. ресурсами, Каф. гуманітар. дисциплін. – Коломия:[3]
- Столиці Української Держави : навч. посібник з історії України для студ. / П. І. Міщиха; М-во освіти і науки України, Ін-т упр. природ. ресурсами, Каф. гуманіт. дисциплін. – Коломия: [Ін-т упр. природ. ресурсами], 2005.[4]